# Congrès d'action du Nigéria
Le Congrès d'action du Nigéria ( ACN ), anciennement connu sous le nom de Congrès d'action ( AC ), était un parti politique nigérian formé par la fusion d'une faction de l'Alliance pour la démocratie (en), du Parti de la justice, du Congrès avancé des démocrates (en) et de plusieurs autres partis politiques mineurs en septembre 2006. Le parti contrôlait Lagos. Il était considéré comme un successeur naturel de la politique progressiste plus étroitement associée au Groupe d'action (en) et au Parti de l'unité du Nigéria (en) (UPN) dirigés par le chef Obafemi Awolowo dans les Première et Deuxième République du Nigeria (en) républiques respectivement. Cependant, les critiques à l'encontre de la vision politique plus pragmatique et moins idéologique du parti, associée à AG et UPN, ont conduit de nombreuses personnes à penser qu'il n'était pas un héritier politique digne de ce nom. Le Parti avait une forte présence dans le sud-ouest (cinq gouverneurs, 15 sénateurs et six chambres d'État), le Midwest (un gouverneur) et les régions du Centre-Nord (trois sénateurs). Les États de Lagos, Edo, Ekiti, Kogi, Ondo, Bauchi, Plateau, Niger, Adamawa, Oyo et Osun représentent de loin la majorité de la présence du parti et de sa base de pouvoir perceptible.  
En février 2013, le parti a fusionné avec le Congrès pour le changement progressiste (en), le Parti du peuple de tout le Nigéria (en) et la Grande alliance de tous les progressistes pour former le Congrès de tous les progressistes.

## 2006
Le parti a été créé en 2006 afin de former une opposition politique plus large au Parti démocratique populaire, centriste et dominant au niveau fédéral, et au Parti du peuple de tout le Nigéria, (en) basé dans le Nord. Le 12 mai 2006, les dirigeants provisoires du parti (dont la plupart avaient leur siège au sein de l'Alliance pour la démocratie) ont été remplacés lors de la convention de Kaduna par scrutin ; Adebisi Akande a succédé à Hassan M. Zurmi en tant que président national, et Bashir Dalhatu (en) a remplacé Bumi Omoseyindemi en tant que secrétaire national.

## 2007
Le parti a présenté le vice-président Atiku Abubakar, qui a fait défection du Parti démocratique populaire, comme candidat à l' élection présidentielle de 2007 (en). Abubakar a été disqualifié de l'élection par la Commission électorale nationale indépendante ( INEC ), mais la disqualification a ensuite été annulée par la Cour suprême. Actuellement, le responsable élu le plus important du parti est l'ancien membre, le gouverneur Babatunde Fashola de l'État de Lagos. Le cerveau politique du parti, Asiwaju Ahmed Tinubu, ancien gouverneur de l'État de Lagos et ancien sénateur de la Troisième République (en), était également très important. Tinubu est connu pour ses références astucieuses en faveur de la démocratie et ses principes fédéralistes progressistes qui l'ont vu s'opposer à plusieurs reprises à l'ancien président Olusegun Obasanjo de l'école de pensée unitaire plus conservatrice[réf. nécessaire].
Lors des élections (en) législatives du 21 avril 2007 au Nigéria, le parti a remporté 32 des 360 sièges de la Chambre des représentants et 6 des 109 sièges du Sénat.
À la suite de la victoire du candidat du PDP Umaru Yar'Adua à l'élection présidentielle de 2007, l'AC a intenté un recours juridique contre les résultats. Le 6 juillet 2007, le parti a annoncé son rejet d'une offre de rejoindre le gouvernement de Yar'Adua (une offre qui a été acceptée par l'ANPP et l' Alliance des peuples progressistes (en) ), un porte-parole déclarant qu'« il n'y a aucune raison morale, légale ou politique impérieuse pour que nous rejoignions un gouvernement dont nous avons dit au monde entier qu'il avait volé son mandat » et que participer au gouvernement signifierait « prendre part à des biens volés »
Cependant, le 7 août 2007, le secrétaire national, Bashir Dalhatu (en), a démissionné (avec deux autres responsables) en raison du refus du Congrès d'action d'accepter l'offre de Yar'adua. Il a été remplacé par l'actuel secrétaire, Usman Bugaje.

## 2008–2009
La plupart des succès du parti sont venus en 2008 grâce aux contestations judiciaires des élections générales de 2003 (en), largement décriées, qui ont été jugées truquées par les observateurs internationaux et même par le parti au pouvoir en faveur du PDP. En 2008, le candidat du Parti dans l'État d'Edo, l'ancien dirigeant travailliste, le camarade Adams Oshiomhole (en), a remporté une victoire décisive et a pris le pouvoir dans cet État. Dans l'État d'Ekiti, le candidat du parti, le Dr Kayode Fayemi (en), a également remporté la victoire sur le candidat du PDP, l'ingénieur. Oni a comparu devant le tribunal et a obtenu l'annulation des résultats de 63 circonscriptions, la Cour d'appel ordonnant un nouveau scrutin. À l'approche de cette reprise, AC avait plus de 12 000 voix d'avance. Le président par intérim de l' Assemblée législative de l'État d'Ekiti (en) était membre de l'AC.
Les candidats au poste de gouverneur de l'AC avaient des dossiers en cours dans les États d' Osun, d'Oyo et d'Ogun, où les analystes leur ont donné plus que de chances d'obtenir une nouvelle élection ou de sortir vainqueurs. Les nouvelles élections pour le poste de gouverneur de l'État d'Ekiti ont également vu une certaine forme d'alliance entre le gouverneur du Parti travailliste de l'État d'Ondo, le Dr Olusegun Mimiko (en), et le Congrès d'action sous la direction perçue d'Asiwaju Bola Tinubu.[réf. nécessaire]

## 2010
Le Congrès d'action a changé de nom pour devenir le Congrès d'action du Nigéria. Les nouvelles élections pour le poste de gouverneur d'Ekiti en mars 2010 ont abouti à la victoire du candidat du PDP et ancien gouverneur, l'ingénieur Oni, malgré de nombreuses allégations d'intimidation des électeurs, de truquage et de pressions sur les responsables de l'INEC pour qu'ils publient le résultat falsifié en faveur du parti au pouvoir (PDP). Le candidat de l'AC a contesté ces résultats devant le Tribunal électoral, où il a perdu 3-2. En fondant son appel sur le jugement minoritaire, il a cherché à être installé comme gouverneur sur la base de l'annulation des résultats de deux gouvernements locaux où le PDP aurait commis des fraudes et des violences. Un arrêt de la Cour d'appel (l'arbitre final des litiges relatifs aux élections des gouverneurs) du 14 septembre 2010 a finalement renvoyé le Dr Fayemi d'Action Congress au poste de 3e gouverneur exécutif de l'État d'Ekiti après trois ans et demi de batailles judiciaires prolongées et d'occupation de l'État par le gouvernement usurpateur du PDP.
Le 26 novembre 2010, le candidat AC dans l'État d'Osun, Engr. Rauf Aregbesola (en) a été déclaré gouverneur dûment élu de l'État d'Osun par la Cour d'appel siégeant à Ibadan. Cela porte à quatre sur cinq le nombre de sièges de l'AC récupérés par le biais du processus judiciaire. Un seul de ces sièges était en lice lors du cycle 2011, à savoir celui de l'État de Lagos. En décembre 2010, le Congrès d'action du Nigéria a tenu sa convention nationale à Benin City, qui a élu le chef Adebisi Akande comme président national et le sénateur Lawali Shuaibu (en) comme secrétaire national, remplaçant le Dr Usman Bugaje.

## 2011
L'Action Congress du Nigeria compte deux principaux candidats à la présidence en lice pour le parti : l'ancien président de la Commission des crimes économiques et financiers (EFCC) Nuhu Ribadu et l'ancien gouverneur de l'État de Sokoto, Attahiru Bafarawa (en).

## 2013
En juillet 2013, le parti a officiellement fusionné avec le Congrès pour le changement progressiste (CPC), le Parti du peuple de tout le Nigéria (ANPP) et un gouverneur de la Grande alliance progressiste (APGA), entre autres, pour former le Congrès de tous les progressistes.